# Tlidjene
Tlidjene (em árabe: ثليجان), também Thelidjene, é uma comuna localizada na província de Tébessa, Argélia. Sua população estimada em 2008 era de 10 286 habitantes.